# 神霊矢口渡
『神霊矢口渡』（しんれいやぐちのわたし）とは、人形浄瑠璃および歌舞伎の演目のひとつ。五段続。明和7年（1770年）1月、江戸外記座にて初演。福内鬼外（平賀源内）・吉田冠子・玉泉堂・吉田二一の合作。

## あらすじ

### 初段
（南朝大内の段）後醍醐天皇崩御の後、いまだ皇統が南北朝に分かれていた時のこと。京の都には北朝の後光厳天皇が在位し、吉野では南朝の後村上天皇が、公家たちにかしづかれつつ日を暮していた。
南朝方はなんとか巻き返しを図ろうと、足利尊氏のいる鎌倉を攻めようと計画し、新田義興を大将として差し向けることになった。延文四年九月半ばのことである。義興は吉野の朝廷に参内し、鎌倉攻めについて四条隆資より意見を聞かれる。義興は、尊氏の威勢盛んな今の状況では出陣しても不利であり、時節を待って京都を襲撃すべきだと答える。しかし坊門清忠はそんな義興を卑怯未練の臆病者と罵り、これは綸言であると迫る。臆病者呼ばわりされ内心腹の立った義興だったが、致し方なく討死を覚悟しつつ、鎌倉攻めを勅命として受け入れた。義興はせめてものことに、新田家の家宝「水破兵破の矢」を持って出陣したいと言上した。この矢は新田家の先祖である源頼光が夢中に得たという言い伝えのある品で、それを南朝の朝廷に預けていたのだが、清忠はその願いも理屈をつけて退けようとする。しかしこれまでの様子を見ていた後村上帝は、隆資を通して水破兵破の矢を義興に授けた。義興は飛び退って礼をし喜ぶ。
義興は矢を持って退出すべく門を過ぎようとした。すると思いもよらぬ落とし穴に嵌り、その上に大石が落ちてきて穴をふさごうとする。だが義興はこの大石を両手で持ち上げ、塀の外へ投げ飛ばした。塀の外には義興を狙う者たちがいたが、それらの上に石が落ち十人あまりが即死し、残った者は恐れをなして逃げ出すのであった。
（九条揚屋の段）さて義興には新田小太郎義岑という弟がいたが、京の九条にある遊廓井筒屋に居続け、今日も馴染みの傾城うてなを相手に幇間や芸妓も呼んで遊んでいる。
だが井筒屋の別の座敷には、義岑にとっては敵に当たる鎌倉武士の竹沢監物秀時と江田判官景連、そして尊氏の執権職畠山入道道誓もいた。道誓はかねてより南朝の坊門清忠とも通じており、新田と足利を共倒れするよう争わせ自らが天下を握ろうと企んでいた。義興が吉野の御所を退出するとき落とし穴を設け、その上から大石を落として殺そうとしたのも、道誓の手の者による仕業であったが、これはうまくいかなかった。そこで今度は弟の義岑を騙そうと竹沢が企む。すでに道誓の家来ふたりが幇間に化け、それとなく義岑の様子を見張っていた。
子の刻を過ぎたが、義岑とうてなは起きて話をしている。そこへばたばたと物音がするので、ふたりは物陰に身を隠した。見れば竹沢監物が道誓と江田判官二人を相手に争い、やがて竹沢は痛めつけられ柱に縛りつけられた。竹沢が道誓の命を狙おうとしていたのだという。後の始末は家来たちに任せ帰ろうといって道誓と江田はその場を去った。
うてなは近寄って竹沢の戒めを解いた。竹沢は、今は尊氏に従っているが本心は新田家に心を寄せており、それ故にさきほど道誓を襲おうとしたのだが失敗した、無念であると涙をはらはらとこぼす。そこへ義岑を捕らえるためと称して道誓の家来たちが乱れ入りうてなを奪おうとするが、竹沢はそれらをなぎ払い退けたので、義岑も竹沢のことを信用する。義岑は竹沢を伴にして井筒屋を出るのだった。
（八幡山の段）義興はいよいよ鎌倉へ向うことになり、その軍勢が岩清水八幡宮のある男山に夜集まっている。義興は弟義岑、竹沢監物を側に従え、今回の戦は状況が悪く勝つ見込みは少ないが、清忠に卑怯者と呼ばれたままでは先祖の名にまで関わることなので、この岩清水八幡にあまたの火をともした灯籠を献じ、神の加護を得て出陣するのだと皆に話した。
だがそこに突風が吹き、灯籠の火はひとつだけを残していっせいに消え、暗闇となった。義岑はこれを見て、今度の戦が敗軍に終るとの神託であろうと、それとなく出陣を留めたが、竹沢は逆に尊氏を滅ぼすことができるとの知らせであろうと説く。もとより義興は、討死を覚悟して戦場に赴くつもりであった。だが義岑はあとに残って吉野の帝を守護せよと義興はいう。義岑は驚き、生きるも死ぬも兄弟一緒、連れて行くよう訴えたが、義興は水破兵破の矢を義岑に授け、自分に代わってこの新田家の家宝と吉野の帝を守れ、そうでなくば「未来永々勘当ぞ」と言い渡した。これが弟とは今生の別れになるかと義興は目に涙する。義岑も致し方なく義興の言葉に従い矢を受け取ると、義興は軍勢を従えて出陣した。
あとにはひとり残された義岑が、さびしい気持で義興たちを見送る。すると、いきなり声が上がった。なにごとかとあたりを睨み立つところへ現れたのは、幇間や禿などを大勢従えた傾城うてな。うてなは義岑が義興とともに出陣すると聞き、せめて見送りにとここまで来たが、義興たちのいる手前、出てこられずに物陰に控えていたのだという。だが義岑が出陣せず残された様子を見て、義岑とは離れたくなかったうてなは大喜びし、義岑はうてなに手を引っ張られて幕の内に入った。
幇間の五作と小吉、じつは畠山道誓の家来石原丹治と速見伝吾は、この隙を狙って水破兵破の矢を盗み出し、道誓に届けようとその場を走り去った。兄義興に託された大事の矢が盗まれたことに気付いた義岑、その申し訳に切腹しようとするが、うてながこの場は生きながらえて矢を探すべきと止める。そこへ石原と速見が手勢を率いて立ち返り義岑を殺そうとする。義岑は応戦するも多勢に無勢、すでに危うく見えるところに新田の家臣、篠塚八郎重虎が駆けつけ、敵の手勢を退けて義岑とうてなを逃がした。石原と速見も篠塚に斬りつけようとするが討ち取られ、手勢もちりぢりに逃げ去る。まずはこの顛末をあるじ義興に知らせようと、篠塚は義興のあとを追いかけるのであった。

### 二段目
（武蔵野原合戦の段）東へと進んだ義興の軍は小手差原に至り、ここで足利の軍勢と合戦となった。義興は大将ながらも前線に打って出て、そのすさまじい勢いに敵勢も一旦はひるむかと見え、敵の大将江田判官景連も義興に追われて逃げ出した。竹沢監物が江田に駆け寄って組み合ったが、あたりを見回し誰もいないと知ると、江田と竹沢は義興を謀殺する相談をする。竹沢は最初から味方の振りをして義興たちを騙すつもりだったのである。やがてまた竹沢が江田を追いかける振りをしてふたりは走り去った。
義興は一騎で敵勢と戦い、それらを追い散らす。なおも馬を走らそうとするところ、義興の乗った馬の尻尾を掴んで止めるひとりの武士。それは義興の家臣、由良兵庫助信忠であった。故郷新田の城で留守を預かっていたはずの兵庫助は義興の様子を知らせで聞き、義興が討死する覚悟であると察し止めに来たのだという。しかし義興の決心は揺るがなかった。兵庫助が敵の様子をうかがうためその場を離れると、入れ替りに竹沢が来て、今の勢いに任せこのまま鎌倉まで攻め寄せるべきと義興を煽る。それに従おうとする義興に兵庫助が駆け戻り、一旦新田の城に戻るべきと諌めるが、義興は面倒なと馬上から軍扇で兵庫助を何度も打ち、「勘当じゃ」とその軍扇を兵庫助の顔に投げつけ去り、それに合わせて新田の軍も敵に向って進んでゆく。兵庫助は家臣の諌めを聞き入れぬ義興にあきれ涙するが、そのときつむじ風が起こり、木の葉や石とともに軍扇も巻き上げ扇は宙を舞う。それを見た兵庫助は、扇の行方を追ってゆく。

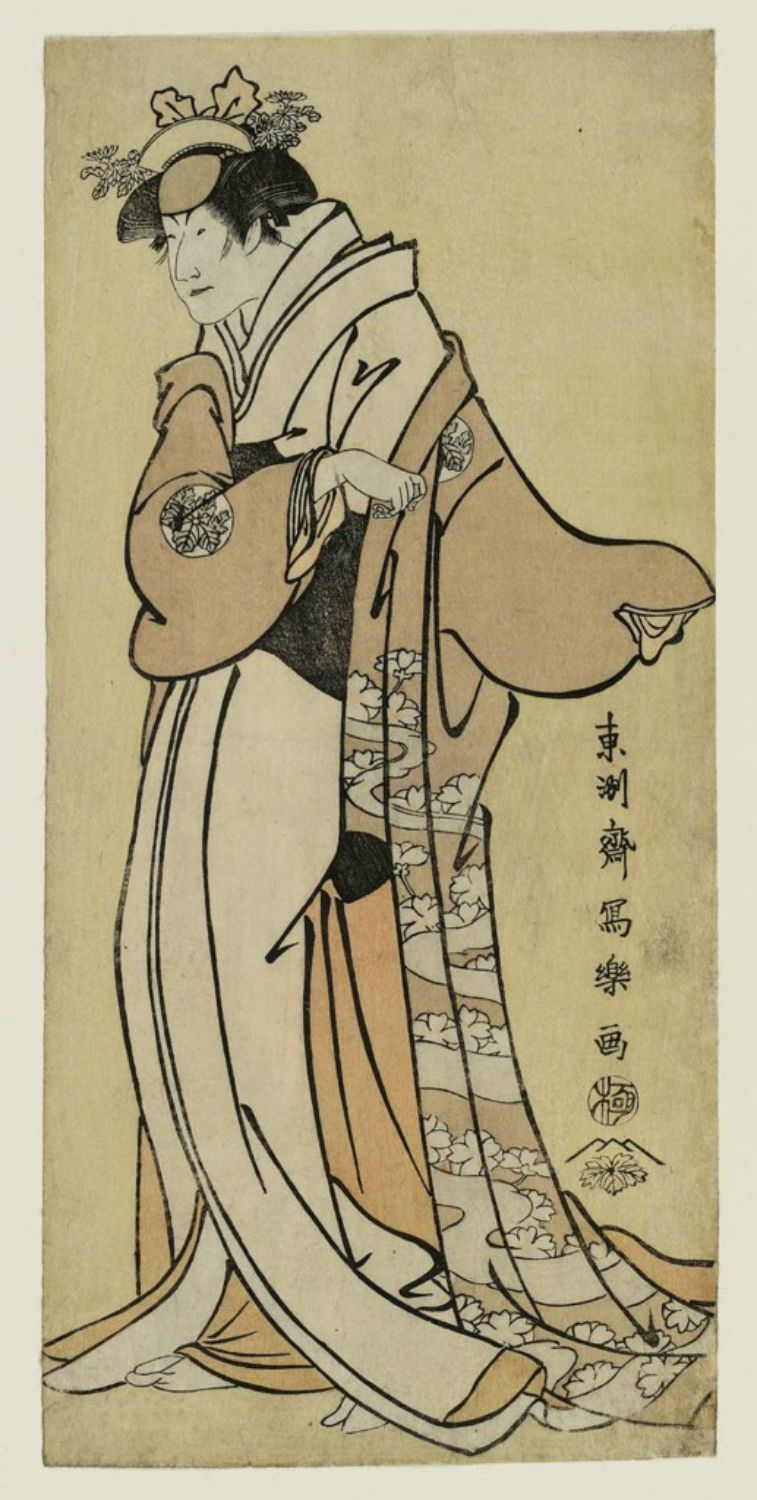
「新田館」　中山富三郎の筑波御前。寛政6年（1794年）8月、江戸桐座。東洲斎写楽画。

（新田館の段）上野国新田の庄にある義興の城では、家臣の南瀬六郎宗澄が主の義興に代わって留守を預かっている。義興は御台所（正室）の筑波御前とのあいだに、三歳になる徳寿丸という世継ぎをもうけていた。鎌倉に向う義興軍からは勝ち戦との知らせに、筑波御前はそれを祝うため由良兵庫助の妻の湊をはじめとして家臣の女房たちを城内に呼び、祝いの膳や島台も用意し集まる。湊はわが子友千代も連れてきていた。
だがそこへ、鎧姿の兵庫助が帰る。聞けば義興に諫言するも聞き入れられず、却って勘当されたという。その話の途中に表よりご注進と言いながら駆けつけたのは篠塚八郎重虎。八郎は体に多くの矢が刺さる深手を負いながらも、思いもよらぬことを皆に知らせた。

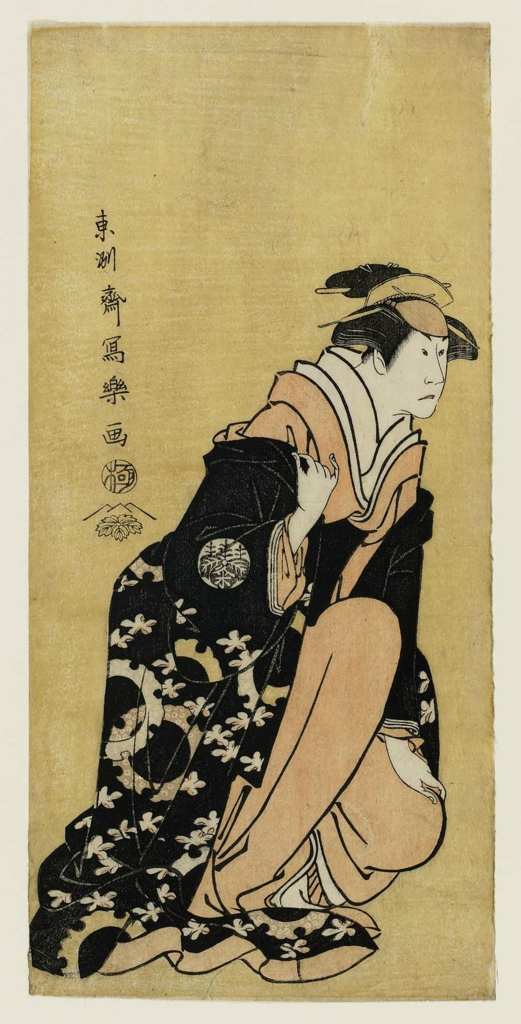
「新田館」　二代目中村粂太郎の湊。寛政6年8月、江戸桐座。写楽画。

勇みに勇んだ義興と味方の軍勢は小手差原の合戦からさらに鎌倉へと攻め寄せようとし、多摩川の矢口の渡しに差し掛かると川を渡るべく、義興は十人の家臣とともに舟に乗り込んだ。ところがその船底には穴が開いており、舟をこぐ船頭たちはわざと櫓を川に落とし、船底の穴に差してある栓を抜いて川に飛び込んだ。川岸には江田判官の軍勢、その反対側の岸には裏切った竹沢の軍勢が霰のごとく義興たちの乗る舟に矢を射掛ける。舟にはいよいよ水が溜まって沈みつつあった。もはやこれまでと義興は舟に乗った家臣らとともに自害して果て、そのほかの味方の軍勢も皆ことごとく討死したという。これを聞いた家中の妻女たちは、いっせいにわっと泣き声を上げ、八郎は話を終えると自害して果てた。八郎の姉である湊は、そのなきがらにすがって嘆く。
筑波御前もあまりのことに呆然とし、徳寿丸を抱きしめて悲しみにくれる。居合わせた家中の妻女たちが、夫たちが討死したという八郎の知らせを聞いてこれらも自害してしまった。それを聞いた筑波御前は自分も夫義興のもとへと自害しようとするが南瀬六郎に止められる。そんな折に物見の軍兵が駆け込み、あまたの敵兵が城に迫っているとの知らせ。
兵庫助と六郎は筑波御前と湊をひとまず奥へ移し、ふたりでこれからどうすべきかを相談する。ところが徹底抗戦するという六郎に対し、兵庫は今の有様では降参するよりほかないという。あまりのことに六郎は兵庫助を散々罵ってその場を去り、そこへ湊も出てきて夫の心を責め、また降参を思いとどまるよう説くが、兵庫助は尊氏に降参し義興の子徳寿丸も差し出すとなおも言い、心を変える様子はない。必死にすがる湊をもてあました兵庫助はついには湊を縄で柱に縛りつけ、「夫婦の縁もこれ限り、女房去った」と言い捨て一間の内へと入った。湊は夫を恨みながらも自らの戒めをなんとか解こうともがき、やがて縛り付けられた柱に縄を何度もこすり付けると、その摩擦で縄は切れ、湊は一目散に奥へと入る。
程なく敵の大将竹沢監物が手勢とともに城内に入った。新田の城は落城したのである。兵庫助が出てきて降参の意を表すので、竹沢は家来に命じてひとまず兵庫助の身柄を拘束する。いっぽう湊は筑波御前を逃がそうと手に薙刀を持って敵の手勢を倒しながら筑波御前とともに落ち延びて行った。南瀬六郎も徳寿丸をしっかと抱いて城内から逃れようとすると、徳寿丸を置いて行けと呼びかけられ、見れば竹沢と兵庫助がならんでいる。それを見て六郎は激怒したが、徳寿丸のことを思い「若君のお供でなくば、うぬらを助け置くべきか」と言って出て行こうとする。それ逃すなと軍勢が六郎を取り囲むが、必死の勢いで切り結ぶ六郎に軍勢は退き、竹沢と兵庫助もその場から逃げた。六郎は無念の思いを胸に、手を負いながらも徳寿丸を抱え新田の城から逃れて行くのだった。

### 三段目
（焼餅坂の段）相模国の保土ヶ谷に近い焼餅坂では、今日も旅人の往来が絶えない。この焼餅坂にある立場（たてば）に人を乗せた馬と駕籠が一挺やって来た。馬には兵庫助の妻の湊、駕籠には筑波御前が乗っており、主従はとりあえず戸塚を目指していた。時刻はすでに日暮れに近い七つ時過ぎである。
だが馬と駕籠を用意した馬子、寝言の長蔵は湊たちを見て欲情を起こし、ここが戸塚であると偽って筑波と湊を降ろした。駕籠を担いできた願人坊主の願西も長蔵の話に加わる。
旅の疲れで筑波は、立場の一間を借りて休む。筑波は湊とこれまでのことを振り返って話し、今のなりゆきを嘆いた。そこへ長蔵と願西が来る。湊が何の用かと問うと、最初はもじもじしていた長蔵と願西、しかしついに今宵一夜ふたりを抱いて寝かせろと口に出した。あまりのことに筑波は言葉も無く震え、湊もびっくりするがどうにか気を落ち着かせ、「ヤア身の程知らぬ慮外者、女子じゃと思うてなぶったらあてが違ふ…今一言いふと許さぬぞ」と厳しい様子で言うが長蔵はせせら笑い、ここは相模と武蔵の国境焼餅坂、この立場のほか一里四方人家はないと脅してなおも願西とともに迫る。切羽詰った湊は思案し、それまでとは態度を変え作り笑顔で「ハテそれ程思うて下さるお心、何の仇になる物ぞ」という。これを聞いた長蔵は喜んで湊に抱きつこうとするが湊は留め、「顔見合せてはどうも恥ずかしい。互ひに見えぬ様に目をふさぎ…」といって長蔵と願西に手ぬぐいで目隠しをした。目のふさがれたふたりは今か今かと待ち焦がれて座っている。その隙に湊は筑波に目配せをし、筑波の手を引いてなんとか立場を逃げ去った。
長蔵と願西は何かおかしいと気づいて目隠しを外すが、女たちの姿はすでに無い。腹を立てたふたりがあとを追いかけようとすると、竹沢監物の家来犬伏官蔵が供を連れ、名主の案内でやってきた。立場にいた者たちが呼び出され、素性を改められる。新田義興の家来南瀬六郎が、このあたりを義興の子を連れて歩いているとの噂があるので、見つけ次第届けるようにと犬伏は皆に告げて去った。それを聞いた長蔵は心当たりがあると見え、同じ仲間の野中の松と願西の三人で何事か相談ののち、立場の奥へと入った。
| 「焼餅坂」 包丁を手にして襲おうとする長蔵に、六部姿の南瀬六郎が錫杖に仕込んだ刀を抜いて立向かう。右より三代目市川高麗蔵の南瀬六郎、中島勘蔵の寝言の長蔵。寛政6年8月、江戸桐座。写楽画。 |  | 「焼餅坂」 包丁を手にして襲おうとする長蔵に、六部姿の南瀬六郎が錫杖に仕込んだ刀を抜いて立向かう。右より三代目市川高麗蔵の南瀬六郎、中島勘蔵の寝言の長蔵。寛政6年8月、江戸桐座。写楽画。 |
| 「焼餅坂」 包丁を手にして襲おうとする長蔵に、六部姿の南瀬六郎が錫杖に仕込んだ刀を抜いて立向かう。右より三代目市川高麗蔵の南瀬六郎、中島勘蔵の寝言の長蔵。寛政6年8月、江戸桐座。写楽画。 |  | |

すでに日も暮れ、笈を背負ったひとりの六部が通りかかる。これこそ南瀬六郎が世を忍ぶ仮の姿であった。六郎はあたりに人がいないのを確かめると、笈の中から徳寿丸を出す。六郎は徳寿丸の今の身の上を嘆く。そこへ長蔵、願西、野中の松が出てきたので六郎は手早く徳寿丸を笈の中に隠すが、長蔵はその笈を渡せと迫る。笈を奪おうとする長蔵たちに六郎は錫杖に仕込んだ刀を抜いて争い、野中の松は斬り殺され願西も手を負った。だが長蔵が敵わぬと見て持っていた出刃包丁を六郎に向って投げると、包丁は六郎の膝に刺さる。長蔵たちが逃げ去ると六郎は包丁を抜き捨て傷口を布で縛り、再び笈を背にその場を立ち去るのだった。
（由良兵庫館の段）ところであの由良兵庫助信忠は、竹沢監物の推挙によって尊氏に仕えることになり、所領も貰っていまは戸塚に近い吉田村に館を構え住んでいた。主の兵庫助は尊氏からの呼び出しで鎌倉に行っており留守である。館では兵庫助と湊とのあいだの子である友千代が腰元たちを相手に遊んでいる。
友千代が遊び疲れて眠ってしまったので、腰元たちは友千代を抱えて奥へ入ると、兵庫助が江田判官景連を同道し帰ってきた。江田は兵庫助の勧めで上座に直り、兵庫助は自分が今こうして暮していられるのも「貴公と竹沢殿のお取成し」と江田に礼を言い、もはや夜も遅いので泊まっていくよう勧めるが、江田は「まづ今晩はお暇いたそう」と帰った。
義興の御台所筑波御前は、湊ひとりを伴にして知らぬ夜道を行く。歩き疲れた主従の目の前に兵庫助の館の門があった。一夜の宿を求めようと、兵庫助の住いと知らずに湊が門外から「一夜の宿を」と声をかけた。明かりを持った兵庫助が門まで出て、顔を見合わせればかつての夫とその女房、双方ともにびっくりする。さすがに気まずく思ったか、兵庫助は何も言わず内に入ろうとするのを、湊は捕まえて引き据え、「コレここな人でなし殿、御台様のこのお姿、さぞ本望でござんしょのう」と恨み嘆く。しかしそれでもまだ夫のことが思い切れない湊は、「これまでの恥をすすぎ、もとの夫婦になってたべ」と泣き口説き、疲れ果た筑波も「よきに頼む」といって泣くばかり。しかしそんな湊と筑波を見ても兵庫助は、「昔は昔、今は足利家の禄を食むこの兵庫。新田方の落人絡め捕る筈なれど、女義の事なりゃ了見して、見逃いて進じょう」とにべも無い。湊は怒るも筑波のことを思いそれを押さえ、せめて軒下なりともと頼むが、兵庫は情容赦なく追い払おうとする。湊は怒りに身を震わせ、「御台様のお供でなくば…覚えてござれ」と何度も見返りながら、筑波の手を引いてその場を立ち退くのだった。
そのあと南瀬六郎が、この館を訪れる。兵庫助の姿を見た六郎は勝負に及ぼうとするが、兵庫助は、今の尊氏公の御威勢にならぶ者はない、それに敵対しようとするのは、蟷螂がその斧で以って車に歯向かうようなものだという。それを聞いた六郎は「瓦となって全（まった）からんより、玉となって砕けよとは古人の金言…恩を忘るる六郎ならず」というが、兵庫助に「その笈の中の徳寿丸、誰あって介抱するぞ」といわれ、また自身は焼餅坂で長蔵に手を負わされていて存分には動けない。徳寿丸は見逃す、深手をここで養生してゆけとの兵庫助の言葉に、致し方なく兵庫助をひとまず信じ、六郎は笈を持って奥の一間へとは入る。
程なく、竹沢監物が上使と称し手勢を率いて館へ踏み込んだ。あの寝言の長蔵もともに来ている。聞けば長蔵は六郎のあとをつけ、この館の奥に入るのを見たのだという。このことが鎌倉にも注進され、尊氏は兵庫助が徳寿丸の首を討ち、その首を竹沢が受け取り鎌倉へ持ち帰るよう命じたのである。「昔のよしみにかくまふや、また首討って出さるるや…返答いかに」と、竹沢が兵庫助に迫る。
すると兵庫助はそれには答えず、いきなりそばにあった弓に矢を番え放った。射られた先の一間には南瀬六郎、矢は六郎に当る。六郎は兵庫に斬りつけようとするが返り討ちにあい倒れ、六郎と一緒に居た徳寿丸はついに、兵庫助の手によって首を討たれた。竹沢は長蔵を呼び出して首実検をさせると、焼餅坂で見た子供に間違いないと長蔵は答える。竹沢は満足し首を収め、兵庫助に挨拶し鎌倉へと帰った。
徳寿丸が討たれたと聞いた筑波御前は湊に手を引かれながら、やっとのことで館に引き返す。中に入ってふたりがあたりを見回すと兵庫助とばったり出会い、兵庫助は若君徳寿丸だと首のない死骸を投げ出す。筑波と湊は仰天し、その死骸に取り付いて嘆いた。やがて「ハテ鬼とも魔王とも、名の付け様のない悪人…」と湊は激怒し、筑波とともに懐剣を抜いて兵庫助に斬りかかる。兵庫助は少し抗ったのち、一間の内へと逃げ込んだ。筑波と湊は「ヤア逃ぐるとて逃がそうか」、そこへ襖の陰より長蔵が飛び出し、「こんな事もあろうかとあとに残った甲斐あって、重ね重ね褒美の種。この趣を注進」と言い捨て駆け出すと、障子の隙間より長蔵めがけて手裏剣が飛んだ。手裏剣は命中し長蔵はその場で息絶える。
すると手裏剣が放たれた一間より、「官軍の御大将、新田兵衛佐義興公の御嫡男徳寿君、ご安泰にて渡らせ給ふ御安堵あれ」と呼ばわり、徳寿丸とともに出てきたのは兵庫助であった。にこにことしている徳寿丸を抱きかかえる筑波と湊、その喜びようはこの上もない。兵庫助は身替りを用意し、その首を討って徳寿丸を救ったのである。
だが湊ははっとする。では首を討って渡したのはどこの子か。「それこそはせがれ友千代」と兵庫助は答えた。
「ヤアすりゃこの死骸がわが子か」と湊は前後不覚になって泣き出した。筑波も涙すると、それまで息絶えたかと思われた南瀬六郎がむっくと体を起こす。そして兵庫助と六郎が語った事とは…

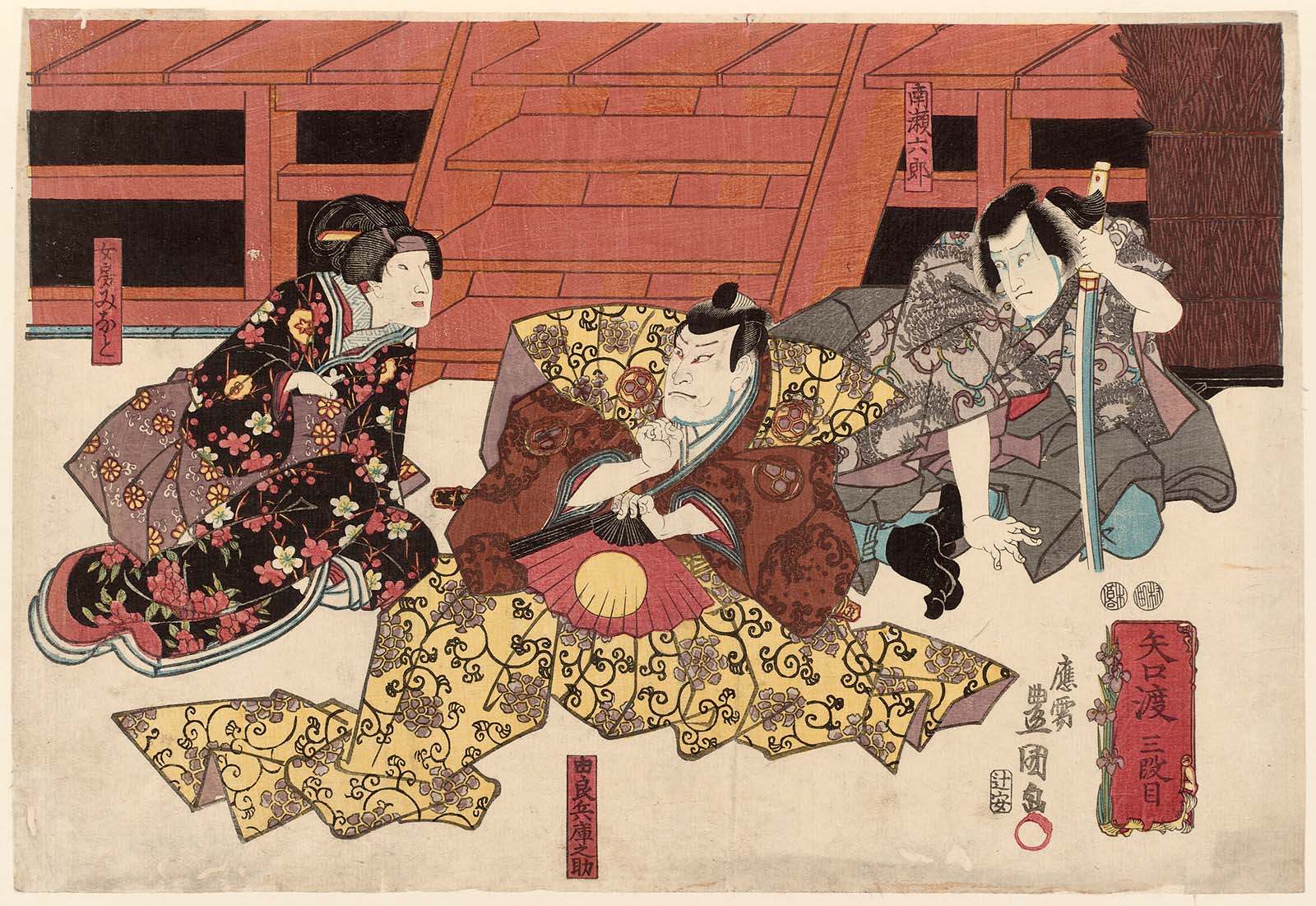
「矢口渡　三段目」　兵庫助と六郎は、筑波御前と湊の前で真実を物語る。右より二代目市川九蔵の南瀬六郎、四代目中村歌右衛門の由良兵庫之助、二代目尾上菊次郎の女房みなと。嘉永元年（1848年）5月、江戸中村座。三代目歌川豊国画。

小手差原での合戦の折、兵庫助は一旦引くよう義興を諌めたが、その言葉を用いずに義興は兵庫助を軍扇で打ち鎌倉に向けて進軍してしまった。だが兵庫が残された扇をよく見ると、その扇面には次のような義興の書置きが記されていた。吉野の朝廷では侫人がはびこり武将である自分の軍略が用いられず、このままでは見苦しい負け方をして自分ばかりか先祖の名をも汚すことになる。ならばいっそのこと潔く討死しよう、そして残ったわが子徳寿丸は兵庫助と南瀬六郎がついて守り立てよと。主君のかかる堅い決心を見ては致し方なく、兵庫はひとまず新田の城へ帰ることにした。だが程なく義興と味方の軍勢ことごとくが竹沢と江田の謀計によって滅ぼされたことを聞く。このままでは新田の城も落城し、若君徳寿丸の身も守れない。そこで兵庫と六郎は思案をめぐらし、落城の折に徳寿丸と友千代を取替えていた。すなわち今日まで六郎が徳寿丸と称して連れていたのはじつは友千代、友千代と称してこの館で暮していたのはじつは徳寿丸だったのである。この話を聞いて筑波も湊も兵庫への疑いは晴れたものの、友千代を失ったことに涙した。
語り終えると六郎は刀を手にし、自分の腹に突っ込んだ。「なにゆえの生害」と驚く人々に、若君を「御台様へお渡し申せば、思ひ置くこと微塵もなし。わが命永らへては、邪智深き鎌倉武士、兵庫殿を疑はば若君の御身の大事…」という六郎。しかしともに方々を歩き回るうち情が移り、時には母を慕って泣く友千代を不憫に思い、ひと目母である湊に会わせてやろうと思ったがそれもできなかったと語るのを、湊も「不憫の者やいぢらしや…三つや四つで死ぬるなら、産まぬがましであったか」と人目も憚らず泣く。その様子を兵庫は一旦は叱るも、「とはいふもののいかに計略なればとて、朋友の六郎に手を負はせ、久しぶりで逢ったせがれをもぎ取って、ただ一討ち…どの様にあろうと思ふぞやい」と嘆き、また義興が討死したことも「お家の不運か、南朝の衰ふべき時なるか」、六郎「是非に及ばぬ兵庫殿」、「六郎殿、無念」無念とふたりは手を取りあいながら泣いた。やがて筑波や湊がなお嘆く中で六郎は「アア後れたりうろたへたり」といって喉を突き、息絶えるのだった。

### 四段目
（道行比翼の袖）うてなを連れた義岑は鎌倉方の目を忍びつつ東海道を下り、神奈川へと至る。
（道念庵室の段）神奈川の生麦村に、道念という僧が庵室を構えて住んでいた。道念が勤行しているところに無頼漢のぶったくりの万八という男が来ていろいろと話をするが、昨日の暮れに若い男と女がここの庵室に入るのを見たという。道念はそんな者はいないといって相手にしないので、「必ず後悔さっしゃるな」と言い捨て万八は帰る。
道念は庵室の傍らにある稲荷の社の扉を開けた。出てきたのは義岑とうてなのふたりである。道念は義岑たちを庵室にいざない、遥か退って手をついた。道念が自分たちをかくまったことに義岑は感謝するが、しかしどういうわけで助けたのか。それを問うと道念は仏壇から白木の箱を出し、その箱の中身を物干し竿にかけて立てた。それは新田家の家紋のついた白旗であった。
道念は語る。道念はもと新田家の旗持ち役で久助という軍兵であった。義興が矢口の渡しで家臣とともに果てたのを見て無念に思い、矢口の渡しで死のうとしたが、このお家の旗を敵の手に渡すようなことがあってはならぬ、弟の義岑公に旗を渡そうと考えた。そして合戦から日がたてば、いずれ故郷の新田に義岑公も立ち寄るかもしれない。そこでここを住いとして待っていたのだと話し、義岑とめぐり合えたことにうれし涙をこぼすのであった。
道念の話を聞いた義岑は、旗を手にとって恭しくかかげ、「我を残させ給ひしも、生きながらへて家を継げと云はぬばかりの御情。それに引きかへ義岑は、若気の至りの不行跡」と、自分が竹沢に騙されたから兄義興が討死し、このようにお尋ね者として流浪するのだと涙した。
そこへ万八が村の百姓たちを従えやってきたので、義岑は旗を持ってうてなとともに再び稲荷社のなかに隠れた。万八たちは戸も蹴破って庵室に押し入る。お触れのあった駆落ち者すなわち義岑とうてなを捕まえて連れて行く、どこへやったかぬかせという万八。義岑とうてな捜索の手がこの生麦村にも回っていたのである。そうはさせぬと道念は有り合う鉈を手に持って振り回したので万八と百姓たちは逃げ、この隙に義岑とうてなは社から出て逃げていった。すると道念は社のなかへそっと入り扉を閉めた。
万八と百姓たちが戻ってきた。万八は、この稲荷の社に義岑たちがいるに違いないと社の扉を開ける。すると中には、狐の顔をした者がすっくと立っているではないか。万八はじめ百姓たちは、稲荷の神が姿を顕したと思い驚き恐れ、みな地面に額をつけるようにして土下座したが、じつはそれは、狐の面をかぶった道念であった。
道念はこの様子に図に乗って、おまえたちの心を試すため女の姿に化けてここに来たが、こんなことをするとは神罰を以って田畑を踏み荒らしてくれると脅かすと、皆はいよいよ震え上がり、「御免なされて下さりませ」と口々にいう。万八には日ごろからの悪事を暴いて責め、しまいには「万八めが村に居る故、この村が繁盛せぬ。村境から追放」と狐に化けた道念がいう。村人たちは「畏まった」と御幣を持つ道念を先頭にし、万八を引っ立てて村境へと行くのであった。
（頓兵衛住家の段）矢口の渡しに、場違いとも思えるような豪華な家が建っていた。これは渡し守の頓兵衛の住いで、家には主の頓兵衛のほかはその娘のお舟と、下男の六蔵の三人しかいない。これは頓兵衛の人使いが荒いことから、使用人が三日といたたまれず逃げ出してしまうからであった。それで娘のお舟が自ら家事をしている。
頓兵衛は博打好きで、今日も家には博打仲間が三人訪れる。昼寝から起きた頓兵衛が出てきて、六百両という大金を掛け金にと持ち出し分け与えた。三人はこれに肝を潰し、そもそもどうしてこうも羽振りがよいのかと尋ねると、頓兵衛は次のように語った。
以前武蔵野において足利尊氏の遣わした鎌倉軍と、新田義興が合戦に及ぶことがあった。その鎌倉の軍勢は劣勢になって引いたかに見えたので、義興はそれに追い討ちをかけようとした。そのとき竹沢監物と江田判官景連は頓兵衛のところに人を寄越し、頓兵衛にある細工を頼み、頓兵衛はそれを承知した。それは義興たちが矢口の渡しに至り、舟に乗って川を渡ろうとしたときに船底に穴をあけておき、よい時分にその穴をふさいだ栓を六蔵に抜かせて義興を川中で追い詰め自害させたのである。義興たちが川を渡ろうとして船を操っていた船頭とは、頓兵衛と六蔵だった。その功を尊氏は誉め大名にも取り立てようといわれたが、それでは好きな博打ができなくなるので褒美に大枚の金を貰い、今こうして暮していられるのだと。
博打仲間の三人が帰ると、入れ違いに庄屋から使いの者が来て頓兵衛に庄屋にまで来るよう伝える。どうせ新田の落人のことだろう、それにぬかりはないから行く必要はないという頓兵衛に、使いの者は「イヤ何か様子は知りませぬが、呼んでこいとの云い付け」というので、頓兵衛は致し方なく出かけてゆく。六蔵はお舟に惚れていて抱きつき口説くが、それをうるさく思うお舟は六蔵を突き退け相手にしない。そこへ渡し場の番をする日雇いの八助が来て番を代われと六蔵にいう。六蔵はお舟に心を残しながらも八助に連れて行かれ、お舟も奥へ入った。 
義岑はうてなとともに、矢口の渡しに辿り着いた。ここが、兄義興が最期を遂げた場所…と義岑は川に向って合掌し涙すると、うてなも涙ぐむ。川を渡る舟を出してもらうため、義岑は渡し守と思しき頓兵衛の家に声をかけると、奥よりお舟が出てきた。川を渡してもらいたいという義岑にお舟は、「いえいえ舟はいくらでもあるけれど、落人の詮議で日暮れては出しませぬ…」と言いながら義岑の顔を見てうっとりしている。どうやら一目惚れしたようだ。このあたりには宿屋も無く、このままここに留まるわけにはいかない。舟も出せないと聞いて困った義岑はなおもお舟に頼むが、ならばこの家に泊まればよいとお舟が勧めるので、義岑は助かったとうてなを呼び入れた。うてなはお舟に挨拶する。女連れだとわかったお舟は焼餅を焼いたが、座敷を案内すると義岑とうてなは奥の一間へと入った。
お舟は義岑のことが頭から離れない。そこへ義岑が出てきて、うてなが薬を飲むための湯を所望する。お舟は、うてなは義岑の妻なのかとたずねた。自分たちに落人の詮議がかかっている義岑は用心し、うてなの事を妹だと言い、保養がてら浅草寺に参詣に来たのだと答えた。それを聞いたお舟は大喜びし、義岑に自分の気持を打ち明ける。義岑もまんざらでもなさそうな様子で、「それほどに思うて下さるお志、さらさら仇には思ひませぬ」とお舟と手を取り合って抱きつく。すると、義岑もお舟も顔色が悪くなって身震いし気絶した。うてなが出てきて義岑を介抱するが、一向に意識は戻らない。「さては娘の色香に迷い、心の穢れ御旗の咎めなるか」と、うてなは義岑の懐から新田の旗を取り出し開くと、義岑とお舟はたちまち気を取り戻す。この家に不審を覚える義岑は旗を収め、お舟を残しうてなを連れて奥に入ったが、この場の様子を表から六蔵が見ていた。
最前見た旗は新田の旗、あの旗を持っているからは新田の落人義岑に違いない。ここは誰にも知らせずに手柄を独り占めし、捕まえて褒美にしようと考えた六蔵は刀を腰に差し、義岑たちのいる奥の間めがけて駆け入ろうとするのをお舟が止める。義岑は一間のうちより様子をうかがう。「邪魔なさるりゃお主とて用捨はない」と止まらぬ勢いの六蔵にお舟は思案し、「…わしがいふこと聞かぬからは、これまで何のかのと言やったのは、みな嘘かや」と、以前から六蔵に気があったかのようにいう。これには六蔵もびっくりし一旦は疑うが、「そなたの心を見た上と思うてゐた故」との言葉に、頭に湯気が立つほど喜びのぼせ上がる。お舟は、いま庄屋のところに出向いている父頓兵衛にこのことを知らせ、その上でどうするか相談したらよいというと、六蔵は頓兵衛を連れてくるためお舟に後を頼んで出て行った。
それから時刻がだいぶ立ち、すでに亥の刻を過ぎた。頓兵衛の家の近くの草むらには頓兵衛と六蔵が潜む。頓兵衛は六蔵に見張りをさせ、自分の家に忍び込んだ。義岑たちは二階の亭座敷にいるはずである。二階に上がろうとする頓兵衛、しかし義岑が刃向かうのを用心し二階座敷の真下に当たる一階の座敷に入り、そこで刀を抜いた。下から義岑を刺し殺そうという算段である。頓兵衛が刀を上に向けて突っ込む。二階から叫び声が上がった。
してやったりと頓兵衛は二階に駆け上がり、座敷に踏み込んで布団を剥いだ。だが、そこにいたのは今の刀で手を負わされたお舟であった。
「ヤアヤアわりゃ娘か」と頓兵衛は驚きながら、義岑とうてなをどこにやったと怒る。お舟は頓兵衛に語った。自分の惚れた男は父頓兵衛が謀って殺した新田義興の弟義岑であった。六蔵を騙して追い出したあと義岑より話を聞けば、兄義興を殺した頓兵衛の娘なので添うことはならないが、親と同心ではないというのなら来世で添おうとの言葉。それを喜び義岑とうてなを舟に乗せ向う岸に逃がしたのだと。これを聞いた頓兵衛はいよいよ怒り、手負いの娘を捕らえて散々に殴った。お舟は息も絶え絶えになりながら、悪心を翻すよう切々と訴えるが、頓兵衛はせせら笑い「いっかないっかな翻さぬ」と娘を突き飛ばし二階を駆け下り、川端でかねて用意の烽火を打ち上げると、あちこちから法螺の音が響く。竹沢の手勢に義岑のことを知らせる合図であった。
お舟は体の痛みに苦しみながらも焦る。このまま大勢に取り囲まれては義岑の身が危ういと泣き伏すが、ふと上から吊るしてある太鼓が目に入る。この太鼓を打つ時は、落人を生け捕ったので囲みを解けという合図になっていた。お舟はよろめきながらも太鼓の撥を手に取り、打とうとするがなかなか手が届かない。しかしやっとのことで太鼓に撥を当てると、その音がどんと周囲に響いた。

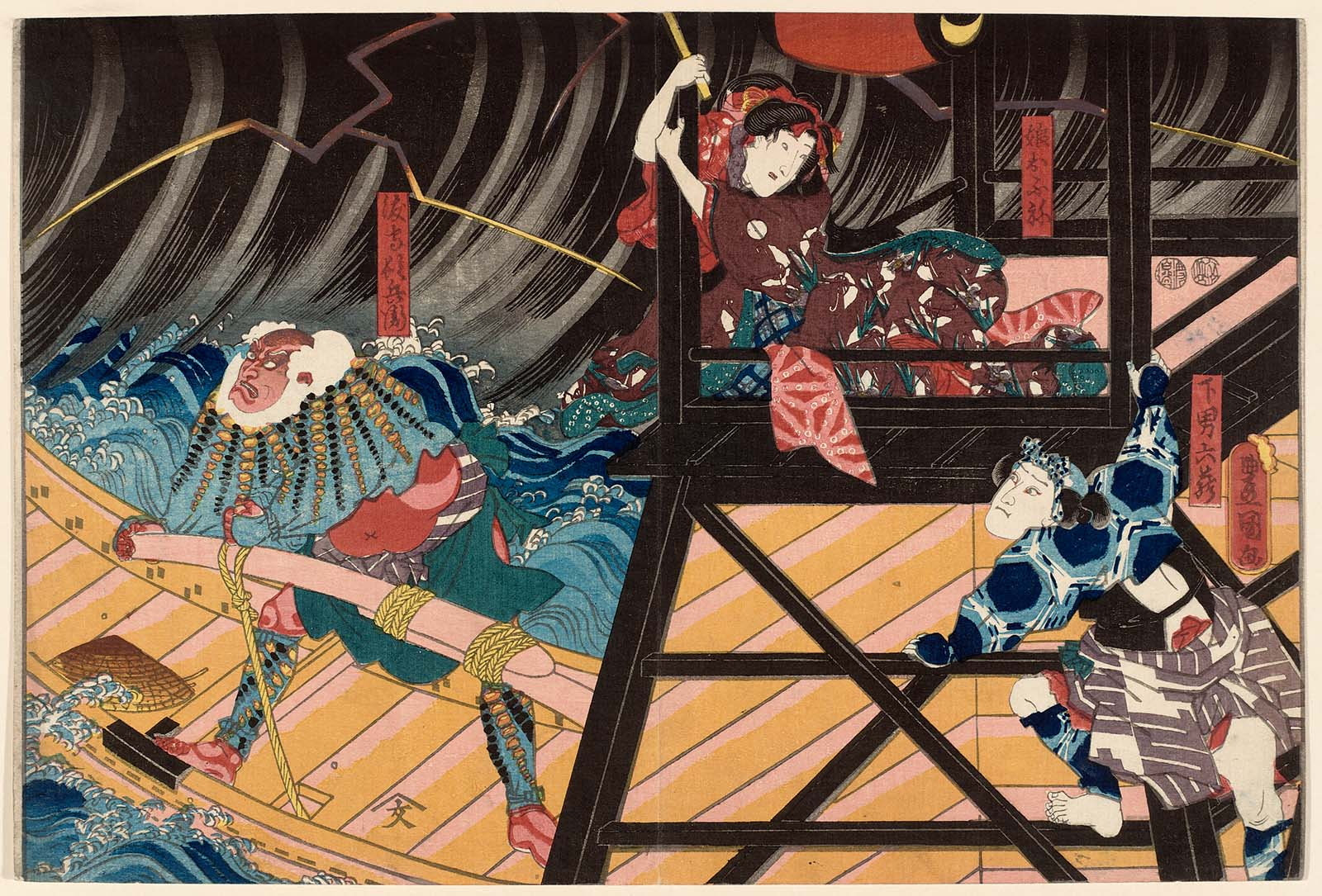
「頓兵衛住家」　必死になって太鼓を打とうとするお舟、下からは六蔵がせまる。頓兵衛は舟で義岑のあとを追おうとする。左より五代目市川海老蔵の渡守頓兵衛、三代目岩井粂三郎の娘おふね、二代目市川九蔵の下男六蔵。嘉永3年（1850年）5月、江戸河原崎座。三代目豊国画。

太鼓の音に気付いた六蔵、「それ打たせてよいものか」と二階に上がってお舟を抱き止めるのをお舟は突き退け争う、頓兵衛は舟に飛び乗り櫓を漕いで向う岸へ渡ろうとする。お舟は声を限りに叫ぶが舟は止まらず、また太鼓を打とうとすると六蔵が撥をひったくるが、六蔵は刀をお舟に奪われ脇腹を切り付けられ、二階座敷から真っ逆様に川へと落ちた。しかし日頃泳ぎなれた六蔵は、手を負いながらもそのまま泳いで向う岸に渡ってゆく。あとにはお舟がなおも太鼓を打ちながら、事切れるのであった。
（渡し場の段）頓兵衛は向う岸に漕ぎ付け、舟から降りると義岑が兄の敵と待ち構えていた。義岑と頓兵衛はそれぞれ刀を抜いて勝負に及ぶ。頓兵衛がつまづいたところを義岑は組伏せ、首を取ろうとする。そこに六蔵がうてなを捕らえて現れ、親方を放せと迫る。これに驚く義岑の隙を見て頓兵衛は義岑より逃れると、義岑は散々に殴られる。さらになぶり殺しにしてくれんと頓兵衛と六蔵は、義岑とうてなを櫂と水棹で力任せに殴り続けた。
だが、もはやこれまでと思われたその時。いずこともなく二本の白羽の矢が飛んできて、頓兵衛と六蔵の喉元を貫いたのである。頓兵衛と六蔵の二人はそのまま息絶えた。義岑とうてなは起き上がり、何者のしわざかと思いつつ頓兵衛たちを貫いた矢をよく見れば、なんと捜し求めていた水破兵破の矢ではないか。驚く義岑、矢をよく見れば短冊がついている。それには義興が通力によってこの矢を敵の手から奪い返し、義岑に与えると書かれていた。義岑は兄義興に「何を以ってか報ずべき」と感謝し悦ぶ。そのとき反対側の岸には松明や提灯がきらめいているのが見える。竹沢の手勢が到着したのだった。義岑とうてなはそれらがこちらにこないうちにとその場を去る。
竹沢監物は義岑を捕らえるため、手勢を率いて舟に乗り込み渡ろうとした。すると舟が川の半ばまで至ったところで俄に風が起こり、川波も荒れて空には雷が鳴り響く。これに恐れる竹沢の家来や水手たち、だが竹沢は「何ほどの事あらん」と立って虚空を睨む。その時、空より「ヤアヤア竹沢監物」と声をかけて現れたのは新田義興の霊。その声に舟も揺れるのを竹沢もさすがに青ざめて身震いし、さらに暴風によって舟は砕け、乗っていた竹沢の家来たちはみな溺れ死んだ。竹沢は波を潜って泳いだが、馬に乗った義興の霊に捕まり、体を半分に裂かれて絶命する。「今こそ恨み晴れたり」と声がすると、義興とともに舟中で自害した十人の家臣たちの姿が空中に現れ、それまで荒れていた空や波風も治まるのであった。

### 五段目
（新田大明神の段）その後、義興の霊は鎌倉や六波羅にも祟りをなすようになり、そこでその怒りをなだめるため義興が最後を遂げた矢口の渡しに、義興を祀った社が建てられることになった。社殿は完成し多くの参詣人がすでに訪れているが、今日は勅使がこの社に来るという。
義岑と、徳寿丸に付き添う由良兵庫助が正装で勅使の四条隆資を出迎えた。隆資は席に着く。隆資は、鎌倉や六波羅で義興の霊が様々の祟りをなすので尊氏と義詮は恐れをなし、南北の朝廷が和睦となった、これも義興の神霊の徳によるものであり、新田大明神と崇むべしと述べ、また徳寿丸への所領安堵と義岑に官位を授け昇殿を許すこと、兵庫助や六郎についてもその忠節をねぎらった。義岑と兵庫はこれを聞き涙して喜ぶ。畠山道誓と坊門清忠はその悪事が露見し、道念が縛られた道誓と清忠をその場に引き出した。
そこへ江田判官景連が手勢を率いて現れ、義岑たちを襲おうとするが兵庫助に手勢は追い散らされ、その隙に江田が道誓と清忠を助けようと駆け寄る。だが不思議にもその時鳥居の笠木が突然落ち、その下にいた江田と道誓と清忠は笠木に押しつぶされて絶命した。これも義興の神徳と勅使隆資、義岑、兵庫助をはじめとしてこの場にいた人々は、社殿に向い礼拝するのであった。（以上あらすじは、『日本古典文学大系』55所収の本文に拠った）

## 解説
俗にエレキテルで知られる平賀源内は、義太夫浄瑠璃の作者としても九つの作を福内鬼外の名で残している。『神霊矢口渡』はそのうちのひとつで、当時版行された浄瑠璃本には源内の跋文がありこの浄瑠璃を執筆した事情を述べる。それによれば吉田冠子がある日源内のもとを訪れ、「浄瑠璃の作を請うことしきり」なので、筆に任せて書いたものだという。ただし初段の切（八幡山）と三段目の口（焼餅坂）は自分が書いたのではないともあり、それは跋文の前に作者として「福内鬼外」の名と、「補助」として吉田冠子、玉泉堂、吉田二一の連名を記していることでもうかがえる。

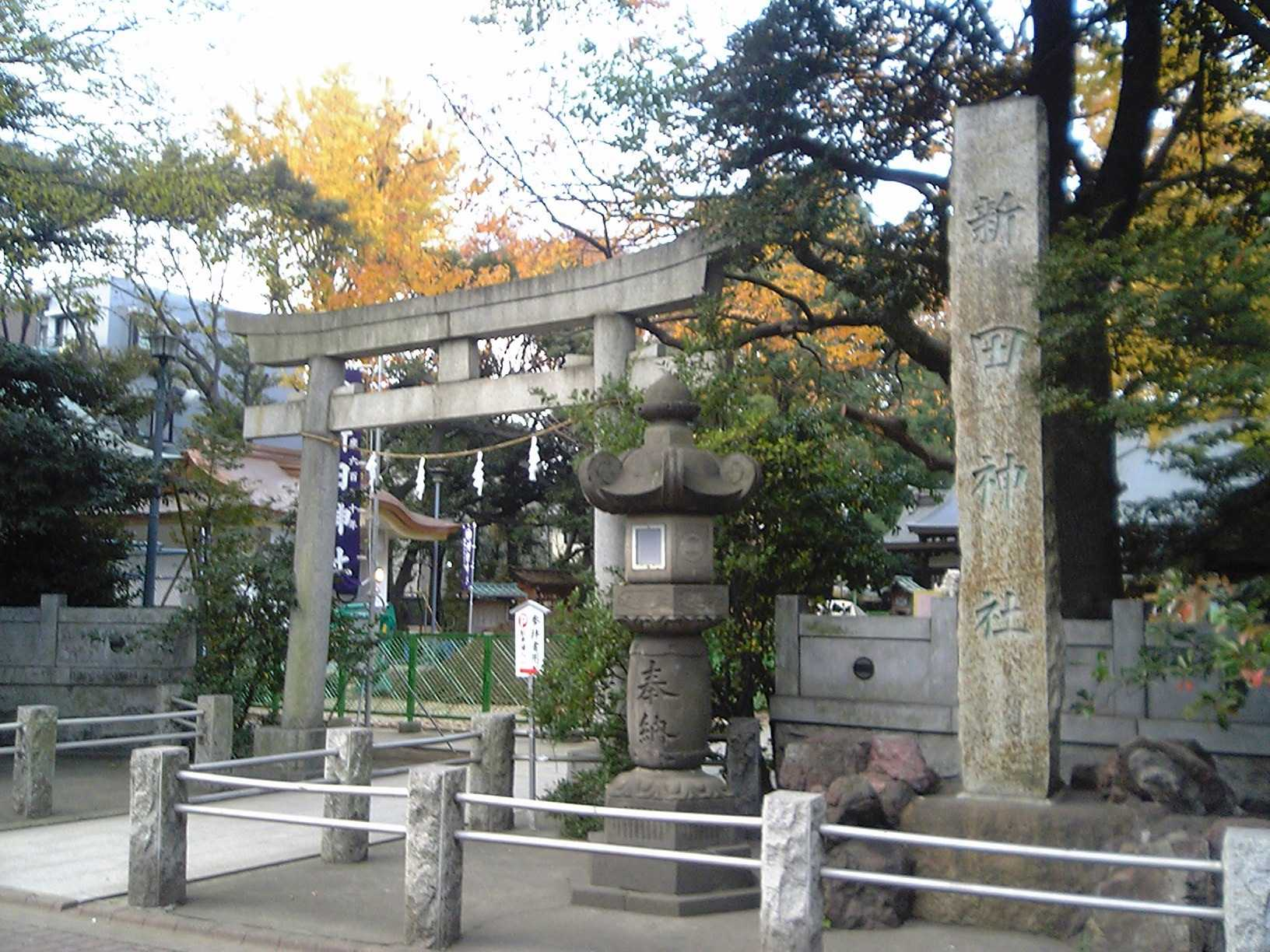
東京都大田区の新田神社鳥居前。

本作は『太平記』巻第三十三の「新田左兵衛佐義興自害の事」を題材とする。新田義興が多摩川の矢口の渡しから舟に乗ったが謀られて自害に追い込まれ、その義興が後に矢口の渡し近くの社に祀られた事を脚色したもので、この社とは現在も東京都大田区にある新田神社のことである。本作に出てくる新田義岑というのは史実の新田義宗がモデルとされる。なお現在では矢口の渡しとされる場所からは新田神社はかなり離れているが、古くは多摩川が神社の近くを流れていたと伝わる。すなわち神社は渡し場の近くにあったということである。
この新田神社に関わる話として、上の跋文の内容とは違う執筆の事情が伝わっている。明治13年（1880年）に源内の百回忌が生地高松で行なわれたが、その折に出された『闡幽編』という冊子によれば、当時新田八幡と称した新田神社は参詣する人が無く荒廃しており、それを憂えた神職が源内に頼みこの『神霊矢口渡』を書いてもらい上演したところ大当りした。そしてそれによって新田の社にも大勢の人が参詣に来るようになり、社を建て直すことができたという。ただしこの話については真偽が疑われており、ほかには源内が明和5年秩父に滞在中、執筆したともいわれている。また四国地方には源内の生地高松をはじめとして多くの「新田神社」があり、祭神は新田義宗や義興、また義宗とはいとこに当る脇屋義治とする。そうしたゆかりから源内が新田義興の事跡について取り上げ、この『神霊矢口渡』を書いたのではないかと福田安典は指摘している。

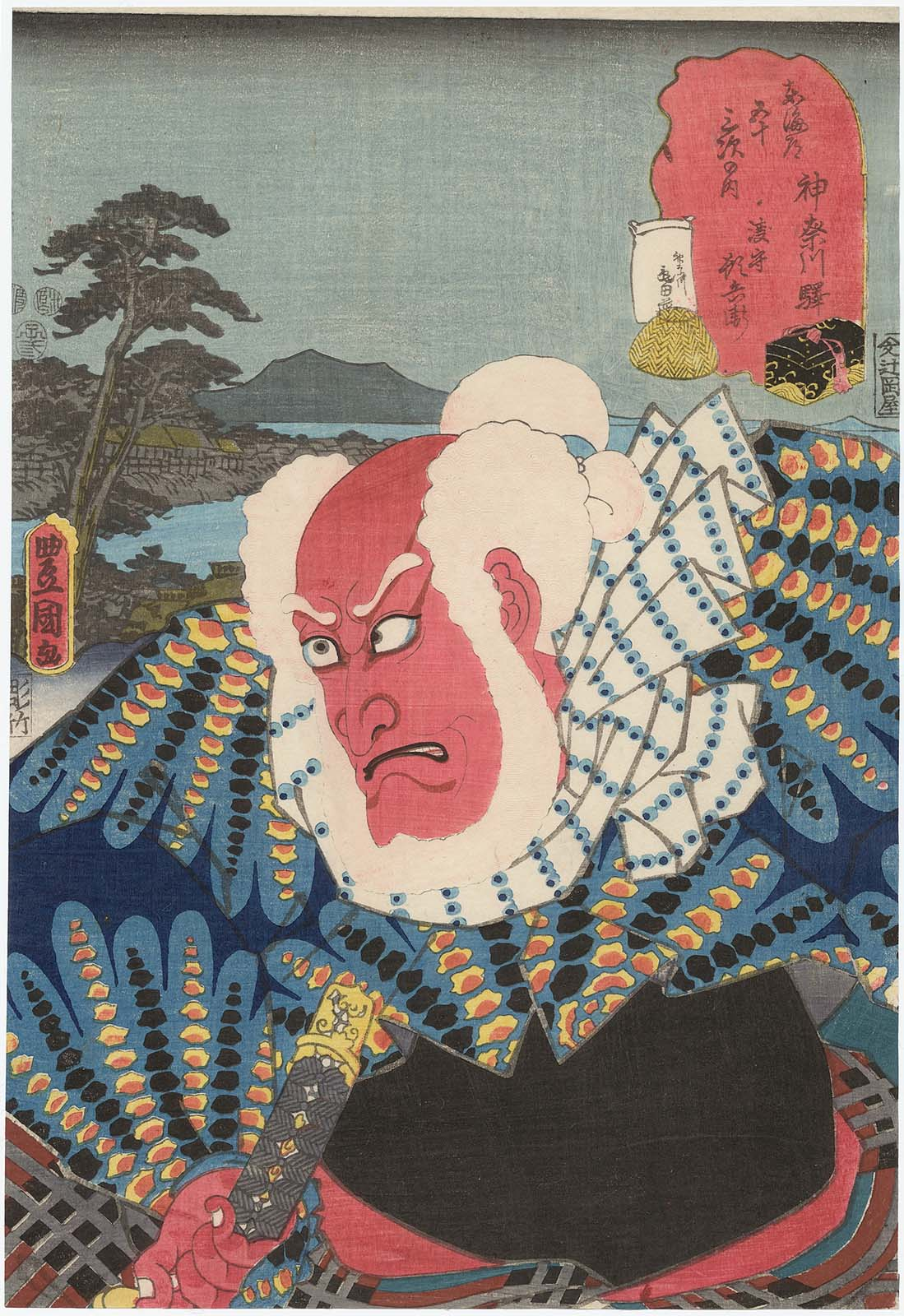
「東海道五十三次の内・神奈川駅　渡守頓兵衛」　五代目市川海老蔵（七代目團十郎）の頓兵衛。三代目豊国画。

本作が歌舞伎の舞台に初めて取り上げられたのは、寛政6年8月の江戸桐座においてであった。このときは二段目から三段目までが上演されており、東洲斎写楽が二段目「新田館」と三段目「焼餅坂」にあたる場面を細版の役者絵に残している。古くは三段目を中心に上演されたが、近代以降になると文楽と歌舞伎のいずれも四段目の「頓兵衛住家」だけを出すのがもっぱらとなった。四段目が注目されるようになったのは、七代目市川團十郎が頓兵衛を演じるようになってからのことである。七代目團十郎（五代目海老蔵）は天保2年（1831年）5月、江戸河原崎座において初めて頓兵衛を演じて以降、生涯に八度この役を勤めている。
南瀬六郎と四段目のお舟は澤村宗十郎の家のお家芸といわれており、お舟は六代目澤村田之助も演じている。原作の浄瑠璃では「頓兵衛住家」の最初のほうで頓兵衛が、舟に細工をして義興を死なせ、その功で褒美を貰い大金持ちになった経緯を語るくだりがあるが、現行の歌舞伎ではこの部分は略され頓兵衛は出ず、後半の義岑を襲おうとするところから舞台に出るのが普通となっている。また頓兵衛が義岑たちに逃げられたと知り、止めるお舟を振り切り表に出て、下手にある「矢口の渡し」と書かれた棒字杭を刀で切ると烽火をあらわす煙硝が上がる。義岑たちのあとを追うべく花道にかかると、刀を担いで「蜘手」（くもで）、または「蛸足」という歩み方で入る。囲みを解けとの合図をする太鼓は、原作では義岑とうてなのいた二階座敷の中に吊るしてあるが、現行の大道具では上の三代目豊国の絵にあるような太鼓を吊るした櫓を別に誂えている。最後の場面も原作の内容を端折ったものとなっており、お舟が手を負いながらも太鼓を打とうとするところで舞台が下手に向かって回り、舞台半分ほどが川となる。六蔵が出てきて太鼓を打たすまいと争うがとどお舟に自分の刀で斬られて倒れ、お舟も倒れる。上手より船に乗って頓兵衛が出てくるが、白羽の矢に射抜かれ絶命するところで幕となる。頓兵衛が矢に射抜かれるとき、演出によっては義興の霊が出ることもある。

## 「由良兵庫館」について
上でも述べたように『神霊矢口渡』は、現在四段目の切「頓兵衛住家」のみ上演されるのが例となっており、三段目の切「由良兵庫館」は「頓兵衛住家」に比べればほとんど上演の機会を得ない。しかし作者の源内としては、この「由良兵庫館」を自賛していたという。また義太夫浄瑠璃のあらすじは込み入ったものが多いが、この「由良兵庫館」の内容もその例に漏れず複雑である。そこで改めて「由良兵庫館」とそれに至るまでの話の流れを整理してみる。
「由良兵庫館」は様々な人物が登場し、新田義興の遺児徳寿丸が首を討たれるが、それがじつは由良兵庫助の子の友千代であったという「身替り」を主題とする。兵庫助と南瀬六郎は徳寿丸の身を守るため、自分たちふたりの外は徳寿丸と友千代を取替えたことを、決して悟られぬようにとしていた。

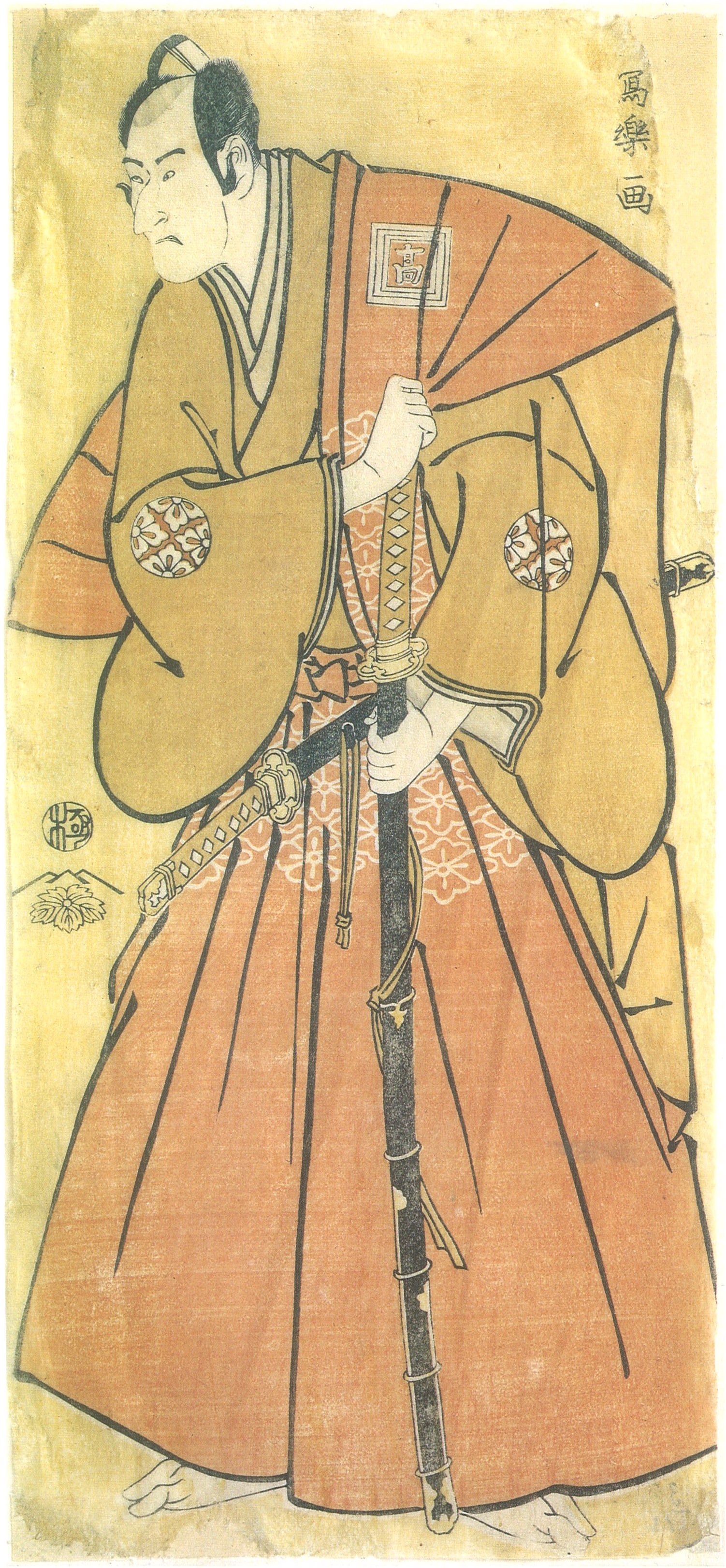
「新田館」　三代目市川高麗蔵の南瀬六郎。寛政6年8月、江戸桐座。写楽画。

二段目の「新田館」では、新田の城に主君義興の死と味方の壊滅という悲報がもたらされ、さらにそこへ敵の軍勢が迫るという切羽詰まった事態にあった。そこで降参するほかないという兵庫助の言葉を、この時の六郎は真に受け怒る。だがそのあと六郎は兵庫助からその本心を聞き、友千代を徳寿丸と偽って連れてゆく。兵庫助が最初から本心を六郎に打ち明けなかったので、「敵を欺くにはまず味方から」の言葉通りに湊は兵庫助に騙され、新田の城に踏み込んだ竹沢監物も、六郎が連れ去ったのは徳寿丸だと思わされた。

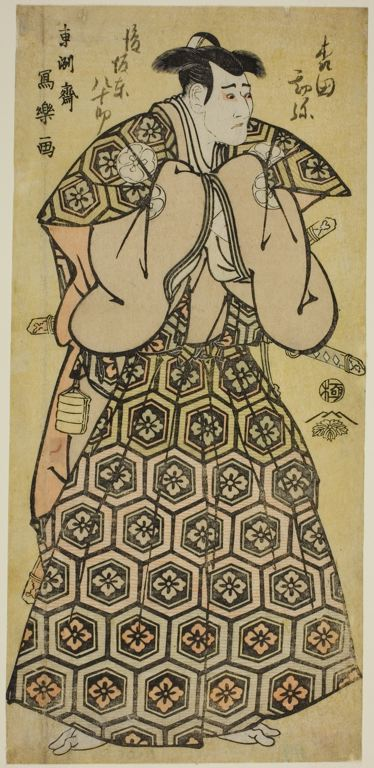
「新田館」　八代目森田勘彌の由良兵庫助。ただし原作の浄瑠璃本文では、「新田館」での兵庫助は鎧を着ており裃姿ではない。寛政6年8月、江戸桐座。写楽画。

三段目「焼餅坂」では、六郎は友千代に本当の徳寿丸のように話しかけているが、これも自分が連れているのはあくまでも徳寿丸であると人目を欺くためのものであった。その六郎に絡むのが寝言の長蔵である。犬伏官蔵から六郎と徳寿丸の事を聞いた長蔵は、願西と野中の松のふたりに「何と聞いたか二人の者、さっきにあとの松原でがんばっておいた金の蔓…」と話している。「がんばっておいた」とは「目をつけておいた」という意味である。また「由良兵庫館」で長蔵は兵庫助が討った首を見て、「今日道にて見付けし倅に、相違はごさりませぬ」と竹沢監物にいう。長蔵は六郎のことを焼餅坂に来る前から目をつけており、焼餅坂でも六郎が徳寿丸じつは友千代を笈の中から出す様子を、願西や野中の松とともに陰から見ていた。
「由良兵庫館」においても、館に来て兵庫助を見た六郎は「愚人に向ひ詞はなしサアサア勝負」と兵庫助と争うが、このときも長蔵が六郎のあとをつけ様子をうかがっていた。兵庫助と六郎が、筑波御前と湊に真相を打ち明けたとき、六郎は「この家にたどり着きしかど、あとより慕ふ不適の曲者」と述べ、また館に来た長蔵も「見え隠れに付けて来て、（六郎が）奥へ入ったをとっくりと見ておいた」といっており、ここでも兵庫助と六郎は長蔵が見ているのに気付き、それを欺くための芝居をしなければならなかった。兵庫助が旅に疲れた筑波御前と湊を追い返したのも、この二人が見れば友千代と呼ばれている子が本当は誰なのかがわかり、それが「もしや敵へ洩れんかと」するのを恐れたのである。そして上使として徳寿丸の首を受取りに来た竹沢監物は、兵庫助と六郎の仕込んだ身替りの計略に気付けず偽首を持ち帰り、筑波御前の事を知らせに走ろうとした長蔵は兵庫助に手裏剣で討たれる。
竹沢監物は自分が新田の味方だと偽って義岑に近づき、その兄義興も騙し最後は謀って殺してしまうが、由良兵庫助は敵に寝返った裏切り者だと人に思わせ、徳寿丸の命を救う。新田家の人々を騙した竹沢が、その元家臣である兵庫助に欺かれるという皮肉な展開である。六郎は兵庫助が疑われないようにと最後は自害して果てる。悪人と見えた人物がじつは…というのは義太夫浄瑠璃や歌舞伎ではよく見られるが、兵庫助が「善悪二つに引き分れし」というように、この「由良兵庫館」は「悪」を装う兵庫助だけではなく、「善」の南瀬六郎が主君の遺児を救うために心を砕き、犠牲となる悲劇も描いている。
なお兵庫助は「昔、唐土趙の国に程嬰杵臼といふ二人の臣下、主の孤（みなしご）を助けんと、敵を計りし故事を思ひ出して相談極め…」とも語っており、わが子と主君の子を取替えての身替りはこの「程嬰杵臼」の故事によるとしている。それは『史記』の「趙世家」を原拠とする話で、『史記』によればそのあらましは以下の通りである。
晋の景公に仕えた趙朔は、同じく景公に仕える屠岸賈に殺され、一族も皆殺しとなった。しかしそのとき趙朔の妻は身ごもっており、屠岸賈の手から逃れて男子を産み落とす。趙朔の食客公孫杵臼と趙朔の友人程嬰は、この趙朔の遺児を守るための計略を用いた。それは杵臼が趙朔の子ではない嬰児とともに山中に隠れ、やがて杵臼は山中から出てその嬰児を趙朔の子だと偽ったので、晋の将軍たちは兵を出して程嬰とともに杵臼を攻め、杵臼と嬰児は殺された。いっぽう本当の趙朔の子は程嬰が匿いともに山中に隠れたのである。それから十五年後、この趙朔の子は趙武と名乗って趙朔のあとを継ぎ、屠岸賈を滅ぼした。これを見た程嬰は、あの世の趙盾と杵臼に趙武のことを報告してくるといって自殺した。
ただしこの話は『太平記』や『曽我物語』にも引用されているが、杵臼が趙朔の遺児と偽った子は『史記』では「他人の嬰児」、すなわち縁もゆかりもない子とするのに対し、『太平記』巻第十八では杵臼の子とするなどの違いがあり、『曽我物語』では程嬰の子を主君の子と取替えたとする。大田南畝はその著書『奴凧』で、源内が用いたのは『曽我物語』で語られたものだろうと述べている。いずれにせよ『史記』そのままではない話が『神霊矢口渡』で使われており、由良兵庫助が程嬰、南瀬六郎が杵臼の役回りとなっているのである。
「由良兵庫館」は文楽では昭和50年（1975年）5月に東京国立劇場の文楽公演で上演されており、歌舞伎では大正4年（1915年）歌舞伎座で初代中村吉右衛門が由良兵庫助を演じてのち上演が絶えていたが、平成27年（2015年）11月の国立劇場において二代目中村吉右衛門の由良兵庫助その他により、百年ぶりに復活上演されている。